# Паулина Вальдек-Пирмонтская
Принцесса Паулина Эмма Августа Гермина Вальдек-Пирмонтская (нем. Pauline Emma Auguste Hermine Prinzessin zu Waldeck und Pyrmont, 19 октября 1855, Бад-Арользен, Гессен — 3 июля 1925, Замок Витгенштейн) — принцесса Вальдек-Пирмонтская, в браке — княгиня Бентгейм-Штейнфуртская.

## Биография
Принцесса родилась 19 октября 1855 года в семье принца Вальдек-Пирмонтского Георга Виктора и его супруги принцессы Елены Нассауской. Среди её сестёр и братьев были:
- Мария, наследная принцесса Вюртемберга.
- Эмма, королева Нидерландов.
- Елена, герцогиня Олбани.
- Фридрих, князь Вальдек-Пирмонтский.
- Елизавета, княгиня Эрбах-Шенбергская.

7 мая 1881 года Паулина сочеталась браком с наследным принцем Алексисом Бентгейм-Штейнфуртским, сыном князя Людвига Вильгельма Бентгейм-Штейнфуртского и Берты Гессен-Филипстальской. В браке родилось восемь детей:
- Эбервин Бентгейм-Штейнфуртский (1882—1949), был трижды женат, отказался от титула, 1 дочь от первого брака: Эллен Ингеборга Лангенфельд (1911-1954).
- Виктор Адольф Бентгейм-Штейнфуртский[нем.] (1883—1970), женился на принцессе Стефании Шаумбург-Липпской (умерла при третьих родах), вторым браком на принцессе Розе Елене Сольмс-Гогенсольмс-Лихской, следующий князь Бентгейм-Штейнфуртский, 2 сыновей от первого брака, 7 детей от второго брака
- Карл Георг Бентгейм-Штейнфуртский (1884—1951), женился на принцессе Маргарет Шёнайх-Каролат, 4 детей
- Елизавета Бентгейм-Штейнфуртская (1886—1959)
- Виктория Бентгейм-Штейнфуртская (1887—1961)
- Эмма Бентгейм-Штейнфуртская (1889—1905)
- Алексис Бентгейм-Штейнфуртский (1891—1921)
- Фридрих Бентгейм-Штейнфуртский (1893—1981)

## Титулы
- 19 октября 1855 — 7 мая 1881: Её Светлость Принцесса Вальдек-Пирмонтская
- 7 мая 1881 — 28 сентября 1890: Её Светлость Наследная принцесса Бентгейм-Штейнфуртская, принцесса Вальдек-Пирмонтская
- 28 сентября 1890 — 21 января 1919: Её Светлость Княгиня Бентгейм-Штейнфуртская, принцесса Вальдек-Пирмонтская
- 21 января 1919 — 3 июля 1925: Её Светлость Вдовствующая княгиня Бентгейм-Штейнфурт, принцесса Вальдек-Пирмонтская